# Разговорный финский язык
Разгово́рный фи́нский язы́к (фин. puhekieli) как форму существования национального финского языка принято отличать от диалектной речи и от литературного стандарта (фин. kirjakieli). Разговорная финская речь, обладая универсальными чертами устной речи (эллиптичностью, экспрессивностью, активным использованием невербальных знаков), характеризуется также рядом структурных особенностей, отражающихся на всех языковых уровнях — фонетическом, морфологическом, синтаксическом, словообразовательном и лексическом.
Разговорный финский восходит к ранним формам городского койне, распространённого в культурных и политических центрах, поэтому можно говорить о его территориальных вариантах, например, разговорный язык юга Финляндии, особенно территории столичного региона, обладает целым набором уникальных черт. Большое влияние на развитие разговорного финского языка оказывает шведский, который является вторым государственным языком Финляндии, английский и отчасти русский язык.

## Фонетика
- Опущение конечного -i: kaks(i), anteeks(i), jos Maria lähtis(i)
- Опущение конечных сочетаний типа CV после двойных согласных с исходом на -a/-ä:  mutta — mut, että — et, kesällä — kesäl
- Опущение финали -i безударного дифтонга: keltainen — keltanen, sellainen — sellanen, semmoinen — semmonen, kirjoittaa — kirjottaa
- Замена дифтонгов второго и последующих слогов с -а/-ä на долгий гласный: kauhean nopea — kauheen nopee, en halua kahvia — en haluu kahvii, paljon poikia — paljon poikii
- Опущение конечного согласного -n: kuitenkin — kuitenki, Helsinkiin — Helsinkii, Lahteen — Lahtee
- Опущение -ma/-mä в формах типа siivoamaan (иллативе III инфинитива) и других:  mennä nukkumaan — mennä nukkuun, lähteä hiihtämään — lähtee hiihtään
- Вопросительная частица -ko/-kö сокращается до нуля или до -k: Ootsä munkaa? (= Oletko minun kanssani?) «Ты со мной?»

## Лексика
В разговорной речи используются альтернативные (как правило, стяжённые) формы личных местоимений, парадигма которых лишь частично совпадает с парадигмой стандартных литературных форм.
| Значение               | Именительный (Nominatiivi) | Именительный (Nominatiivi) | Родительный (Genetiivi) | Родительный (Genetiivi) | Партитив (Partitiivi) | Партитив (Partitiivi) | Адессив (Adessiivi) | Адессив (Adessiivi) |
| Значение               | лит.                       | разг.                      | лит.                    | разг.                   | лит.                  | разг.                 | лит.                | разг.               |
| ---------------------- | -------------------------- | -------------------------- | ----------------------- | ----------------------- | --------------------- | --------------------- | ------------------- | ------------------- |
| я                      | minä                       | mä                         | minun                   | mun                     | minua                 | mua                   | minulla             | mulla               |
| ты                     | sinä                       | sä                         | sinun                   | sun                     | sinua                 | sua                   | sinulla             | sulla               |
| он, она (одуш.)        | hän                        | se                         | hänen                   | sen                     | häntä                 | sitä                  | hänellä             | sillä               |
| он, она, оно (неодуш.) | se                         | se                         | sen                     | sen                     | sitä                  | sitä                  | sillä               | sillä               |
| мы                     | me                         | me                         | meidän                  | meijän                  | meitä                 | meitä                 | meillä              | meil                |
| вы                     | te                         | te                         | teidän                  | teijän                  | teitä                 | teitä                 | teillä              | teil                |
| они                    | he                         | ne                         | heidän                  | niiden                  | heitä                 | niitä                 | heillä              | niillä              |
| это                    | tämä                       | tää                        | tämän                   | tään                    | tätä                  | tätä                  | tällä               | täl                 |
| это, то                | tuo                        | toi                        | tuon                    | tuon                    | tuota                 | tota                  | tuolla              | tuol                |
| эти                    | nämä                       | nää                        | näiden                  | näiden                  | näitä                 | näitä                 | näillä              | näil                |
| те                     | nuo                        | noi                        | noiden                  | noiden                  | noita                 | noita                 | noilla              | noil                |

Пример: Onko susta tullu ope? (= Oletko sinä opettaja?) «Ты стал учителем?»

## Морфология

### Изъявительное наклонение
| Разговорное личное местоимение | olla «быть» | olla «быть» | mennä «идти» | mennä «идти» | tulla «стать, прибыть» | tulla «стать, прибыть» |
| Разговорное личное местоимение | лит.        | разг.       | лит.         | разг.        | лит.                   | разг.                  |
| ------------------------------ | ----------- | ----------- | ------------ | ------------ | ---------------------- | ---------------------- |
| mä (я)                         | olen        | oon         | menen        | meen         | tulen                  | tuun                   |
| sä (ты)                        | olet        | oot         | menet        | meet         | tulet                  | tuut                   |
| se (он, она)                   | on          | on          | menee        | menee        | tulee                  | tulee                  |
| me (мы)                        | olemme      | ollaan      | menemme      | mennään      | tulemme                | tullaan                |
| te (вы)                        | olette      | ootte       | menette      | meette       | tulette                | tuutte                 |
| ne (они)                       | ovat        | on          | menevät      | menee        | tulevat                | tulee                  |

- Mis me mennään? (= Missä me menemme?) «Где мы идём?»
- Ollaaks me menos naimisii? (= Olemmeko me menossa naimisiin?) «Мы собираемся пожениться?»

### Условное наклонение
Условное наклонение в литературном финском языке образуется при помощи суффикса -isi- (lukisit «Ты прочитал бы»), который в разговорном языке в ряде форм сокращается до -is, например:
- Mitä me haluttais iltapalaksi? (= Mitä me haluaisimme iltapalaksi?) «Что мы хотим на ужин?»

### Неиспользование притяжательных суффиксов
Mun lelu — minun leluni «моя игрушка», meiän pomot — meidän johtajamme «наши начальники» (сами притяжательные местоимения не опускаются).

### Генерализация глагольных форм 3 лица ед. числа
Глагол в 3 лице используется в единственном числе вместо множественного числа:  tytöt nauraa (=nauravat), ne kävelee (=he kävelevät), ne juoksee (=he juoksevat).

## Синтаксис

### Причастные конструкции
В разговорном финском языке причастные конструкции практически не употребляются, например, вместо Kotiin tultuani söin «Придя домой, я поел» говорят Mä söin kun olin tullu himaan «Я поел, когда пришел домой».

### Порядок слов
В разговорной речи вопросительное слово часто переносится в конец предложения, например, разговорное Sä tuut himaan monelta? «Ты придешь домой во сколько?» используется вместо литературного Monelta sinä tulet kotiin? «Во сколько ты придешь домой?».